# International (Brigantony)
International  è il 35° album discografico di Brigantony, pubblicato nel 2002.

## Tracce
1. Gelato 2002 – 3:54
2. Il televisore – 4:37
3. A visita (Scenetta) – 4:57
4. Chinatown – 2:26
5. Curva sud – 4:02
6. Ci voli...u itu – 4:19
7. Hello nudisti (Scenetta) – 5:00
8. W le donne – 2:17